# Skiclub Hochvogel München
Der Skiclub Hochvogel München ist ein 1921 gegründeter Skiverein in München, der durch erfolgreiche Teilnahmen von Vereinsmitgliedern an Bayerischen und Deutschen Meisterschaften, an Weltmeisterschaften sowie an Olympischen Winterspielen bekannt ist. Der heutige Schwerpunkt des Vereins liegt seit 1968 beim Skilanglauf.

## Geschichte
Die Gründungsidee entstand auf dem Gipfel des Hochvogels, nach dem der Verein von den sieben Gründungsmitgliedern seinen Namen erhielt. Der als Touristengesellschaft Hochvogel München gegründete Verein bot anfangs Berg- und Skitouren an. Als Skihütte diente die gepachtete „Staucheralmhütte“ auf dem Bodenschneid.
1924 nahmen erstmals Mitglieder des Vereins am Zugspitzplatt-Rennen teil, 1925 erfolgte der Beitritt zum Bayerischen Skiverband und 1925 zur Bergwacht. 1929 pachtete der mittlerweile unter dem Namen Alpenclub Hochvogel bekannte Verein auf dem Herzogstand eine zweite Berghütte, kurz darauf wurde die Staucheralmhütte aufgegeben und 1930 eine zweite Hütte in Neuhaus gepachtet. 1932 konnte der Verein mit streng begrenzter Mitgliederzahl mit zwei Staffelmannschaften an Langlaufwettbewerben teilnehmen. Die Hütte in Neuhaus wurde aufgegeben.
1934 wurde der Alpenclub Hochvogel München beim Amtsgericht München in das Vereinsregister eingetragen und erstmals nahmen Mitglieder an Bayerischen Meisterschaften teil. Von 1935 bis 1939 wurde die vereinseigene Hütte auf dem Bodenschneid errichtet. Der Pachtvertrag für die Hütte auf dem Herzogstand wurde 1939 nicht mehr verlängert. 1940 erfolgte die Umbenennung in Ski-Klub Hochvogel e. V. München. Während der Kriegsjahre kam das Vereinsleben nach und nach zum Erliegen. Letztendlich erfolgte 1945 durch die Alliierten die kurzfristige Auflösung, denn bereits im Herbst des Jahres konnte bei der U.S.-Militärregierung eine Lizenz zum Weiterbetrieb erlangt werden.
1946 gewann die Hochvogler-Staffel die erste Münchener Vereinsmeisterschaft nach dem Weltkrieg. 1949 holte sich der junge Adolf Knott den Bayerischen Jugendmeistertitel, 1950 startete Rudi Ettenhuber bei der Deutschen Nordischen und Hans Wach bei der Deutschen Alpinen Meisterschaft. Ettenhuber war unter anderem bei der Deutschen Nordischen Skimeisterschaft 1952 in Braunlage Mitglied der Staffel „Bayern II“, die die Bronzemedaille im Staffellauf holte. Kurt Dotzler startete bei der Deutschen Nordischen Skimeisterschaft 1953, konnte allerdings nur Platz 21 belegen. 1960 gewann Hildegard Koch die Bayerische Meisterschaft im Abfahrtslauf und 1961 holte der Verein bei den Bayerischen Staffelmeisterschaften die Silbermedaille. Durch die Erfolge bildete das Wettkampfskilanglaufen im Verein immer mehr den Schwerpunkt. 1967 wurde Kurt Dotzler Bayerischer Meister im 50-km-Skilanglauf, 1968 nahm der Verein nur noch an Skilanglaufwettbewerben teil.
Bei der deutschen nordischen Skimeisterschaft 1972 holte sich Sigi Maier die Bronzemedaille im 50-km-Skilanglauf. 1974 wurden Wolfgang Müller und Susanne Riermeier Mitglied der deutschen Nationalmannschaft. 1976 holte sich der SC Hochvogel deutschlandweit die meisten Medaillen. Riermeier und Müller gingen erfolgreich aus mehreren Meisterschaftsbewerben hervor und waren mit der Qualifikation für die Olympischen Winterspiele 1980 in Lake Placid die ersten Vertreter des Vereins bei Olympischen Spielen. 1982 qualifizierte sich Stefan Dotzler sein erstes Mal für die Nordische Skiweltmeisterschaft und nahm unter anderem an den Olympischen Winterspielen 1984 in Sarajevo und an den Olympischen Winterspielen 1988 in Calgary teil. 1986 stellte Angelika Lang den Weltrekord im 12-Stunden-Rollskilauf mit einer zurückgelegten Strecke von 320 Kilometern auf. Bernd Raupach, Christian Maiwald, Wolfgang Müller und Stefan Dotzler gewannen 1987 erstmals für den Verein die Deutsche Vereinsstaffelmeisterschaft und verteidigte den Titel zweimal in Folge, 1989 mit Andreas Puff anstelle von Müller.
1991 erhielt der Verein von der Stadt München das heutige Areal des Vereinsheims in der Heinrich-Wieland-Straße, das in Folge grundlegend umgebaut wurde.

## Sonstiges
Außerhalb des Skisports war der dem Verein ebenfalls zugehörige Jochen Schwarz in den 1960er Jahren im Wildwasserkanusport sehr erfolgreich. Der Extrem-Skibergsteiger und Rekordhalter Benedikt Böhm war als Jugendlicher Mitglied des Vereins.

## Auszeichnungen
- 1979: Auszeichnung durch den DSV als „sportlich erfolgreichster Verein“